# Глибинне інтерв'ю
Глибинне інтерв'ю — вид інтерв'ю, якісний метод соціологічних та маркетингових досліджень. Особливістю глибинних інтерв'ю є їх тривалість, детальність, нестандартизованість, врахування невербальних сигналів таких як інтонації, жести, пози, підвищена увага до особистості респондента. Метою такого інтерв'ю є глибоке розкриття досліджуваного питання, з'ясування деталей, відкриття нового, а не лише оцінка вже відомих фактів. Часом лише в ході такого інтерв'ю можна отримати певну інформацію, яку респондент за інших умов не скаже, а глибинне інтерв'ю може як спровокувати його на відвертість так і дає можливість поставити перед респондентом певну проблему і досягти її правильного розуміння. Але цей метод має і свої вади — складність, високі вимоги до кваліфікації інтерв'юера його можлива упередженість, нестандартизованість, вплив на респондента і навіювання. В ідеальному випадку респондента питають про питання, які він вже попередньо обдумав і з яких має чітку позицію. В таких випадках ефект навіювання мінімальний. Але якщо тема опитування не є для респондента актуальною і в нього немає готових відповідей то людина починає на ходу роздумувати над питанням та ще й під впливом питань інтерв'ю та особистості інтерв'юера, в таких умовах респондент не завжди приходить до тих висновків, які зробив би сам в результаті довгих роздумів, що й впливає на відповіді.